# 小行星1875
小行星1875（1875 Neruda）是一颗围绕太阳公转的小行星。1969年8月22日，盧波什·科胡特克在汉堡发现了此天体。
該小行星以捷克作家揚·聶魯達命名。
这颗小行星的绝对星等为138.80223等。